# 391

## Esdeveniments
- Milà (Itàlia): Teodosi I el Gran publica diversos decrets prohibint qualsevol forma de paganisme: els cultes, els temples, les vestals, els auspicis, la bruixeria.
- Alexandria (Egipte): El bisbe Teòfil aprofita els decrets de Teodosi per iniciar una persecució implacable dels pagans, destruint-ne els temples, entre ells la famosa Biblioteca d'Alexandria.
- Alcalá de Henares: descoberta, segons la llegenda, de les restes de Just i Pastor

## Necrològiques
- Barcelona (Tarraconense): Sant Pacià, bisbe de la ciutat i pare de l'Església.
- Antioquia (Síria): Libani, sofista i retòric grec.
- Sebaste (Pont): Pere, bisbe grec de la ciutat.
- Scetes (Egipte): Sant Macari el Gran, anacoreta.